# Habropogon hessei
Habropogon hessei är en tvåvingeart som beskrevs av Jason Gilbert Hayden Londt 2000. Habropogon hessei ingår i släktet Habropogon och familjen rovflugor. Inga underarter finns listade i Catalogue of Life.